# Гарсия Алвес, Марко Антонио
Марко Анто́нио Гарсия Алвес (порт.-браз. Marco Antônio Garcia Alves; 26 декабря 1940, Барра-ду-Пираи) — бразильский футболист, полузащитник и нападающий.

## Карьера
Марко Антонио начал карьеру в клубе «Америка» в 1959 году. В 1962 году он стал игроком «Америки Минейро». Затем футболист играл за клуб «Комерсиал». Год спустя Марко Антонио перешёл в «Сан-Паулу», который в условиях скудного финансирования, связанного с большими тратами на постройку стадиона Морумби, искал недорогих футболистов. В команде Марко Антонио дебютировал 9 мая 1964 года и выступал там два сезона, проведя 64 матча и забив 19 голов.
В 1965 году Марко Антонио перешёл в состав «Крузейро», где дебютировал 24 октября в матче с «Атлетико Минейро» (1:0). 7 ноября того же года он забил первый мяч за клуб, поразив ворота «Демократы» (3:0). За «Крузейро» форвард играл до 1968 года, проведя 46 матчей и забив 27 голов, был капитаном команды в нескольких встречах. В каждый из четырёх сезонов в клубе Марко Антонио выигрывал чемпионат штата Минас-Жерайс, а в 1966 году помог команде выиграть Чашу Бразилии. В 1969 году он играл за «Демократу».
В 1970 году Марко Антонио стал игроком «Уберландии», а через год команды «Ботафого» из Рибейран-Прету. В 1973 году Марко Антонио перешёл в «Гоянию». Годом позже он выиграть с клубом чемпионат штата. В этой же команде футболист завершил карьеру в 1975 году. Завершив игровую карьеру Марко Антонио устроился работать тренером в академии «Крузейро».

## Международная статистика
| Матч Марко Антонио за сборную Бразилии | Матч Марко Антонио за сборную Бразилии | Матч Марко Антонио за сборную Бразилии | Матч Марко Антонио за сборную Бразилии | Матч Марко Антонио за сборную Бразилии | Матч Марко Антонио за сборную Бразилии | Матч Марко Антонио за сборную Бразилии |
| -------------------------------------- | -------------------------------------- | -------------------------------------- | -------------------------------------- | -------------------------------------- | -------------------------------------- | -------------------------------------- |
| №                                      | Дата                                   | Место проведения                       | Оппонент                               | Счёт                                   | Пропущенные голы                       | Турнир                                 |
| 1                                      | 3 марта 1963                           | Асунсьон                               | Парагвай                               | 2:2                                    | —                                      | Товарищеский матч                      |
| 2                                      | 10 марта 1963                          | Кочабамба                              | Перу                                   | 1:0                                    | —                                      | Чемпионат Южной Америки                |
| 3                                      | 14 марта 1963                          | Ла-Пас                                 | Колумбия                               | 5:1                                    | 1                                      | Чемпионат Южной Америки                |
| 4                                      | 17 марта 1963                          | Ла-Пас                                 | Парагвай                               | 0:2                                    | —                                      | Чемпионат Южной Америки                |
| 5                                      | 24 марта 1963                          | Ла-Пас                                 | Аргентина                              | 0:3                                    | —                                      | Чемпионат Южной Америки                |
| 6                                      | 27 марта 1963                          | Кочабамба                              | Эквадор                                | 2:2                                    | —                                      | Чемпионат Южной Америки                |
| 7                                      | 31 марта 1963                          | Кочабамба                              | Боливия                                | 4:5                                    | 1                                      | Чемпионат Южной Америки                |

## Достижения
- Чемпион штата Рио-де-Жанейро: 1960
- Чемпион штата Минас-Жерайс: 1965, 1966, 1967, 1968
- Обладатель Чаши Бразилии: 1966
- Чемпион штата Гоияс: 1974